# Helen McCrory

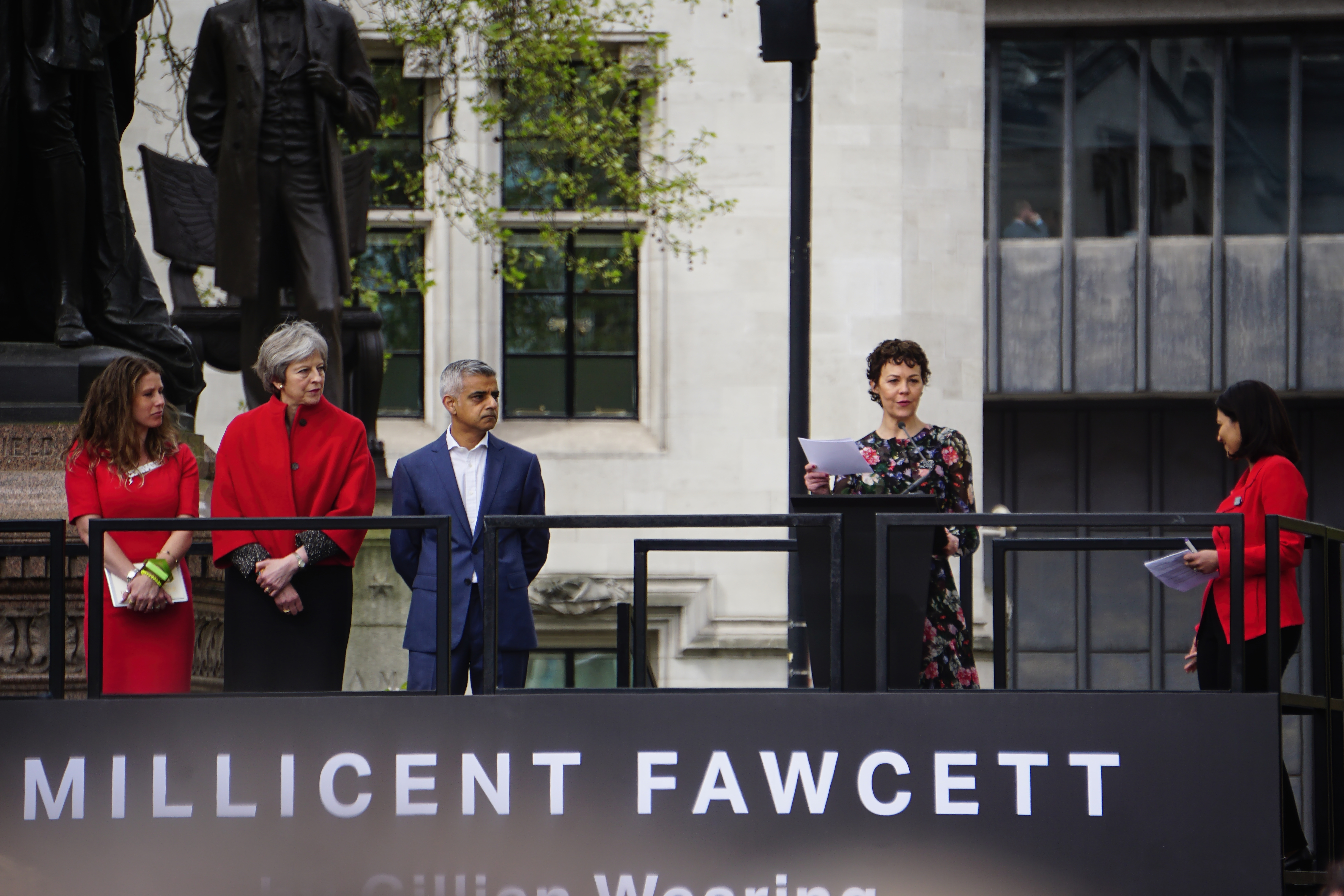
McCrory talar vid invigningen av en staty av suffragetten Millicent Fawcett vid Parliament Square i London 2018.

Helen Elizabeth McCrory, född 17 augusti 1968 i Paddington i London, död 16 april 2021 (cancer) i Tufnell Park i London, var en brittisk skådespelare. Hon medverkade bland annat i Sherlock Holmes och fallet med silkesstrumpan (2004) och Harry Potter och Halvblodsprinsen (2009) samt Harry Potter och dödsrelikerna – Del 1 och Harry Potter och dödsrelikerna – Del 2 som Narcissa Malfoy. Hon var gift med den brittiske skådespelaren Damian Lewis. De fick två barn tillsammans.

## Film
| År   | Titel                                  | Roll                         | Noteringar |
| ---- | -------------------------------------- | ---------------------------- | ---------- |
| 1994 | En vampyrs bekännelse                  | Prostituerad                 |            |
| 1994 | Uncovered                              | Lola                         |            |
| 1997 | The James Gang                         | Bernadette James             |            |
| 1998 | Dad Savage                             | Chris                        |            |
| 2000 | Hotel Splendide                        | Lorna Bull                   |            |
| 2001 | Charlotte Gray                         | Francoise                    |            |
| 2002 | Greven av Monte Cristo                 | Valentina Villefort          |            |
| 2002 | Deep Down                              | Dana                         | Kortfilm   |
| 2003 | Does God Play Football                 | Sarah Ward                   | Kortfilm   |
| 2004 | Kärlekens raseri                       | Mrs. Logan                   |            |
| 2005 | Casanova                               | Casanova's mor               |            |
| 2006 | Normal for Norfolk                     | Clare                        | Kortfilm   |
| 2006 | The Queen                              | Cherie Blair                 |            |
| 2007 | En ung Jane Austen                     | Mrs. Radcliffe               |            |
| 2008 | Flashbacks of a Fool                   | Peggy Tickell                |            |
| 2009 | Harry Potter och Halvblodsprinsen      | Narcissa Malfoy              |            |
| 2009 | Den fantastiska räven                  | Mrs. Bean (röst)             |            |
| 2010 | The Special Relationship               | Cherie Blair                 |            |
| 2010 | 4.3.2.1.                               | Mrs. Jones                   |            |
| 2010 | Harry Potter och dödsrelikerna – Del 1 | Narcissa Malfoy              |            |
| 2011 | Harry Potter och dödsrelikerna – Del 2 | Narcissa Malfoy              |            |
| 2011 | Hugo Cabret                            | Mama Jeanne (Jehanne D'Alcy) |            |
| 2012 | Flying Blind                           | Dr. Frankie Lethbridge       |            |
| 2012 | Skyfall                                | Clair Dowar MP               |            |
| 2014 | A Little Chaos                         | Madame Françoise Le Nôtre    |            |
| 2015 | The Woman in Black 2: Angel of Death   | Jean Hogg                    |            |
| 2015 | Bill                                   | Drottning Elizabeth I        |            |
| 2016 | Their Finest Hour                      | Sophie Smith                 |            |
| 2017 | Loving Vincent                         | Louise Chevalier             |            |

## TV
| År        | Titel                                             | Roll                                | Noteringar                        |
| --------- | ------------------------------------------------- | ----------------------------------- | --------------------------------- |
| 1993      | Full Stretch                                      | Vicki Goodall                       | Avsnitt: "Risky Business"         |
| 1993      | Performance                                       | Jean Rice                           | Avsnitt: "The Entertainer"        |
| 1995      | Screen Two                                        | Jo                                  | Avsnitt: "Streetlife"             |
| 1995      | Dirty Old Town                                    | Claire                              |                                   |
| 1996      | The Fragile Heart                                 | Nicola Pascoe                       | 3 avsnitt                         |
| 1996      | Witness Against Hitler                            | Freya von Moltke                    |                                   |
| 1997      | Trial & Retribution                               | Anita Harris                        | 2 avsnitt                         |
| 1998      | Spoonface Steinberg                               | Mother                              |                                   |
| 1998      | Stand and Deliver                                 | Christina                           |                                   |
| 1999      | Split Second                                      | Angie Anderson                      |                                   |
| 2000      | Anna Karenina                                     | Anna Karenina                       | 4 avsnitt                         |
| 2000      | North Square                                      | Rose Fitzgerald                     | 10 avsnitt                        |
| 2001      | In a Land of Plenty                               | Mary Freeman                        | 3 avsnitt                         |
| 2002      | The Jury                                          | Rose Davies                         | 6 avsnitt                         |
| 2002      | Dickens                                           | Kate Dickens                        | 3 avsnitt                         |
| 2002      | Dead Gorgeous                                     | Antonia Ashton                      |                                   |
| 2003      | Lucky Jim                                         | Margaret Peel                       |                                   |
| 2003      | Carla                                             | Carla French                        |                                   |
| 2003      | Charles II: The Power and The Passion             | Lady Castlemaine (Barbara Villiers) |                                   |
| 2004      | Sherlock Holmes and the Case of the Silk Stocking | Jenny Vandeleur                     |                                   |
| 2005      | Messiah 4 : The Harrowing                         | Dr. Rachel Price                    |                                   |
| 2007      | Frankenstein                                      | Dr. Victoria Frankenstein           |                                   |
| 2009      | Life                                              | Amanda Puryer                       | 5 avsnitt                         |
| 2010      | Doctor Who                                        | Rosanna Calvierri                   | Avsnitt: "The Vampires of Venice" |
| 2011      | Phineas and Ferb                                  | Lucy Fletcher (röst)                | Avsnitt: "My Fair Goalie"         |
| 2012      | We'll Take Manhattan                              | Lady Clare Rendlesham               |                                   |
| 2012      | Leaving                                           | Julie Ranmore                       | 3 avsnitt                         |
| 2013–2019 | Peaky Blinders                                    | Polly Gray                          | 30 avsnitt                        |
| 2014      | Inside No. 9                                      | Tabitha                             | Avsnitt: "The Harrowing"          |
| 2014      | Tommy Cooper: Not Like That, Like This            | Mary Kay                            |                                   |
| 2014–2015 | Penny Dreadful                                    | Evelyn Poole (Madame Kali)          | 12 avsnitt                        |
| 2017      | Utan rädsla                                       | Emma Banville                       | 6 avsnitt                         |
| 2019      | MotherFatherSon                                   | Kathryn Villiers                    | 8 avsnitt                         |
| 2019      | Have I Got News For You                           | Self, Host                          | 1 avsnitt (Series 58, Avsnitt 7)  |
| 2019–2020 | His Dark Materials                                | Stelmaria (röst)                    |                                   |
| 2020      | Quiz                                              | Sonia Woodley QC                    | 2 avsnitt                         |
| 2020      | Roadkill                                          | Dawn Ellison                        | Main cast                         |

## Teater
| År        | Titel                           | Roll                                    | Teater                 |
| --------- | ------------------------------- | --------------------------------------- | ---------------------- |
| 1990      | The Importance of Being Earnest | Gwendolen Fairfax                       | Harrogate Theatre      |
| 1990      | Teechers                        | Gail Saunders                           | Harrogate Theatre      |
| 1990      | Macbeth                         | Witch                                   | Riverside Studios      |
| 1991      | Pride and Prejudice             | Lydia Bennet                            |                        |
| 1991      | Blood Wedding                   | The Bride                               |                        |
| 1992      | Fuente Ovejuna                  | Jacinta                                 |                        |
| 1992      | Don't Fool With Love            | Camille                                 |                        |
| 1993      | Trelawny of the 'Wells'         | Rose Trelawny                           |                        |
| 1994      | Venice Preserved                | Belvidera                               | Royal Exchange Theatre |
| 1994      | The Seagull                     | Nina Mikhailovna Zarechnaya             |                        |
| 1994–1995 | The Devil's Disciple            | Judith Anderson                         |                        |
| 1995      | Keely And Du                    | Keely                                   | Olympia Theatre        |
| 1995      | Macbeth                         | Lady Macbeth                            | Shakespeare's Globe    |
| 1995–1996 | Les Enfants Du Paradis          | Claire "Garance" Reine                  | Barbican Theatre       |
| 1998      | In a Little World of Our Own    | Deborah                                 | Donmar Warehouse       |
| 1998      | How I Learned to Drive          | Li'I Bit                                | Donmar Warehouse       |
| 1999      | The Triumph of Love             | Princess Leonide (alias Phocion)        | Almeida Theatre        |
| 2000–2001 | Platonov                        | Anna Petrovna                           | Almeida Theatre        |
| 2002      | Uncle Vanya                     | Helena Andreyevna Serebryakova (Yelena) | Donmar Warehouse       |
| 2002      | Twelfth Night                   | Olivia                                  | Donmar Warehouse       |
| 2003–2004 | Five Gold Rings                 | Miranda                                 | Almeida Theatre        |
| 2004      | Old Times                       | Anna                                    | Donmar Warehouse       |
| 2006      | As You Like It                  | Rosalind                                |                        |
| 2008      | Rosmersholm                     | Rebecca West                            | Almeida Theatre        |
| 2010–2012 | The Late Middle Classes         | Celia Smithers                          | Donmar Warehouse       |
| 2012      | The Last of the Haussmans       | Libby Haussmans                         | Lyttelton Theatre      |
| 2014      | Medea                           | Medea                                   | Olivier Theatre        |
| 2016      | The Deep Blue Sea               | Hester Collyer                          | Lyttelton Theatre      |

## Utmärkelser och nomineringar
Källor:
| År   | Titel                                       | Award                                                      | Kategori                                                        | Resultat     |
| ---- | ------------------------------------------- | ---------------------------------------------------------- | --------------------------------------------------------------- | ------------ |
| 1991 | Blood Wedding                               | Manchester Evening News Theatre Awards                     | Bästa Skådespelerska                                            | Vann         |
| 1993 | Trelawny of the 'Wells'                     | Ian Charleson Award                                        | Bästa Skådespelerska                                            | Mall:3 plats |
| 1995 | Macbeth                                     | Shakespeare Globe Awards                                   | Richard Burton Award För Mest Lovande Nykomling                 | Vann         |
| 1995 | Streetlife                                  | Monte-Carlo Television Festival                            | Bästa Skådespelerska                                            | Vann         |
| 1995 | Streetlife                                  | Royal Television Society                                   | Bästa Skådespelerska                                            | Vann         |
| 1997 | Streetlife                                  | BAFTA Cymru                                                | Bästa Skådespelerska                                            | Vann         |
| 1997 | The Fragile Heart                           | London Film Critics' Circle                                | Årets Skådespelerska                                            | Nominerad    |
| 2001 | North Square                                | London Film Critics' Circle                                | Bästa Skådespelerska                                            | Vann         |
| 2001 | North Square                                | Broadcasting Press Guild Awards                            | Bästa Skådespelerska                                            | Vann         |
| 2002 | Uncle Vanya                                 | Evening Standard Theatre Awards                            | Bästa Skådespelerska                                            | Nominerad    |
| 2003 | Uncle Vanya                                 | Drama Desk Awards                                          | Outstanding Featured Actress in a Play                          | Nominerad    |
| 2003 | Uncle Vanya                                 | WhatsOnStage Awards                                        | Best Actress in a Play                                          | Nominerad    |
| 2004 | Charles II: The Power and The Passion       | Satellite Awards                                           | Best Supporting Actress – Series, Miniseries or Television Film | Nominerad    |
| 2005 | Charles II: The Power and The Passion       | L.A. Television Awards                                     | Bästa Skådespelerska                                            | Nominerad    |
| 2006 | As You Like It                              | WhatsOnStage Awards                                        | Best Actress in a Play                                          | Nominerad    |
| 2006 | As You Like It                              | Laurence Olivier Award                                     | Best Actress                                                    | Nominerad    |
| 2007 | The Queen                                   | London Film Critics' Circle                                | Supporting Actress of the Year                                  | Nominerad    |
| 2008 | Rosmersholm                                 | Evening Standard Theatre Awards                            | Best Actress (longlisted]                                       | Nominerad    |
| 2011 | The Late Middle Classes                     | WhatsOnStage Awards                                        | Best Actress in a Play                                          | Nominerad    |
| 2012 | The Late Middle Classes                     | Royal Television Society                                   | Bästa Skådespelerska                                            | Nominerad    |
| 2012 | Harry Potter and the Deathly Hallows–Part 2 | Gold Derby Awards                                          | Ensemble Cast                                                   | Nominerad    |
| 2012 | The Last of the Haussmans                   | Evening Standard Theatre Awards                            | Bästa Skådespelerskja                                           | Nominerad    |
| 2013 | The Last of the Haussmans                   | Glamour Awards                                             | Årets teater aktris                                             | Vann         |
| 2013 | The Last of the Haussmans                   | WhatsOnStage Awards                                        | Best Supporting Actress in a Play                               | Nominerad    |
| 2013 | The Last of the Haussmans                   | Laurence Olivier Award                                     | Best Actress in a Supporting Role                               | Nominerad    |
| 2014 | Peaky Blinders                              | Biarritz International Festival of Audiovisual Programming | TV Serie and Serier: Skådespelerska                             | Vann         |
| 2014 | Peaky Blinders                              | Crime Thriller Awards                                      | Best Supporting Actress                                         | Nominerad    |
| 2014 | Medea                                       | Evening Standard Theatre Awards                            | Bästa Skådespealare                                             | Nominerad    |
| 2015 | Medea                                       | Critics' Circle Theatre Award                              | Bästa Skådespelerska                                            | Vann         |
| 2015 | Penny Dreadful                              | Satellite Awards                                           | Best Supporting Actress – Series, Miniseries or Television Film | Nominerad    |
| 2016 | Penny Dreadful                              | Critics' Choice Television Award                           | Best Supporting Actress in a Drama Series                       | Nominerad    |
| 2016 | The Deep Blue Sea                           | Evening Standard Theatre Awards                            | Bästa Skådespelerska                                            | Nominerad    |
| 2016 | The Deep Blue Sea                           | WhatsOnStage Awards                                        | Best Actress in a Play                                          | Nominerad    |